# Крал на Уелс
Крал на Уелс е титла използвана от Грубид ап Лиуелин, както и от други владетели успели да обединят Уелс през Средновековието. За разлика от Англия и Шотландия, Уелс се обединява само на моменти, затова носителите на тази титла не са много. Титлата може да се срещне като крал на всички в Уелс. По-късно титлата се измества от принц на Уелс.

## Крале на Уелс
- Грубид ап Лиуелин
- Грубид ап Цинан
- Оуайн Гуиненд
- Рийс ап Грубид